# Мехмед Дилавер паша
Мехмед Дилавер паша (на турски: Mehmed Dilaver Paşa) е османски офицер и чиновник. Заема валийски постове в империята. През май 1840 година става румелийски валия и остава на поста до юли същата година. От декември 1840 до май 1841 година е валия на Бурсенския еялет (Хюдавендигар).
Умира в 1843 година.